# Valbelluna
La Valbelluna (o Val Belluna) es un valle véneto que se encuentra en la provincia de Belluno y se extiende de noroeste a sureste durante 50 kilómetros, siguiendo el curso del río Piave.
El valle está delimitado al norte por el grupo dolomítico del Schiara, de los Montes del Sol y de la Vette Feltrine y al sur de los Prealpes Belluneses y del Macizo del Grappa.
El territorio corresponde al área meridional de la provincia de Belluno y en ella hay numerosos pueblos con notable relieve histórico y económico como: Belluno, Feltre, Mel, Sedico, Santa Giustina bellunese, Trichiana y otros.

## Esquí
En el valle hay dos localidades con pistas:
- el Col Nevegal, en la comarca castionese, al sur de Belluno
- el Monte Avena, al norte de Feltre.

## Urbanismo y arte
Los centros históricos de Belluno y de Feltre tienen gran interés histórico y artístico (en ellos se mezcla el estilo arquitectónico con el nórdico). Otros lugares interesantes son Mel (bandera naranja del Touring Club), con su castillo de Zumelle, y Vedana con una cartuja.